# Wołujki (rejon złoczowski)
Wołujki (ukr. Волуйки) – wieś na Ukrainie w rejonie złoczowskim (do 2020 roku w rejonie buskim) obwodu lwowskiego.

## Historia
Dawniej część Oleska.